# Xian de Funan
Pour les articles homonymes, voir Funan.
Le xian de Funan (阜南县 ; pinyin : Fùnán Xiàn) est un district administratif de la province de l'Anhui en Chine. Il est placé sous la juridiction de la ville-préfecture de Fuyang.

## Démographie
La population du district était de 1 438 999 habitants en 1999.